# Paul (Covilhã)
Paul ist eine portugiesische Gemeinde (Freguesia) im Kreis Covilhã. In ihr leben 1363 Einwohner (Stand 19. April 2021).